# Francesco Semenzato
Francesco Semenzato (* 1970) ist ein ehemaliger italienischer Biathlet und Skilangläufer.
Francesco Semenzato bestritt zwischen 1995 und 1997 mehrere unterklassige internationale Skilanglaufrennen, darunter Skilanglauf-Continental-Cups und FIS-Rennen, ohne nennenswerte Resultate zu erreichen. Seinen größten internationalen Erfolg erreichte der Italiener bei den allerersten Bogenbiathlon-Weltmeisterschaften 1998 in Cogne, bei denen er als Schlussläufer gemeinsam mit Fabrizio Salvadori und Alberto Peracino den Titel im Staffelrennen vor Frankreich und Slowenien gewann.